# Salak (Stadt)
Salak ist eine Kleinstadt in der indonesischen Provinz Nordsumatra unweit der Grenze zur Provinz Aceh. Sie ist Hauptstadt des Regierungsbezirkes (Kabupaten) Pakpak Bharat und ist ein Subdistrikt (Kecamatan) des Regierungsbezirkes.

## Geographie
Die Stadt liegt im nordwestlichen Teil der Insel Sumatra. Sie liegt in einem kleinen Tal und ist von tropischen Regenwäldern umgeben. Das Stadtgebiet umfasst auch einen großen Regenwaldteil im Süden.
Die Stadt Salak, die einen Subdistrikt darstellt, liegt am Rand des Regierungsbezirkes Pakpak Bharat und grenzt im Osten an den Regierungsbezirk Humbang Hasundutan. Im Nordosten von Salak befinden sich Sitellu Tali Urang Julu und Siempat Rube, im Norden befindet sich Tinada und im Westen befinden sich Pergetteng-getteng Sengkut und Pagindar als angrenzende Subdistrikte.

## Verwaltungsgliederung

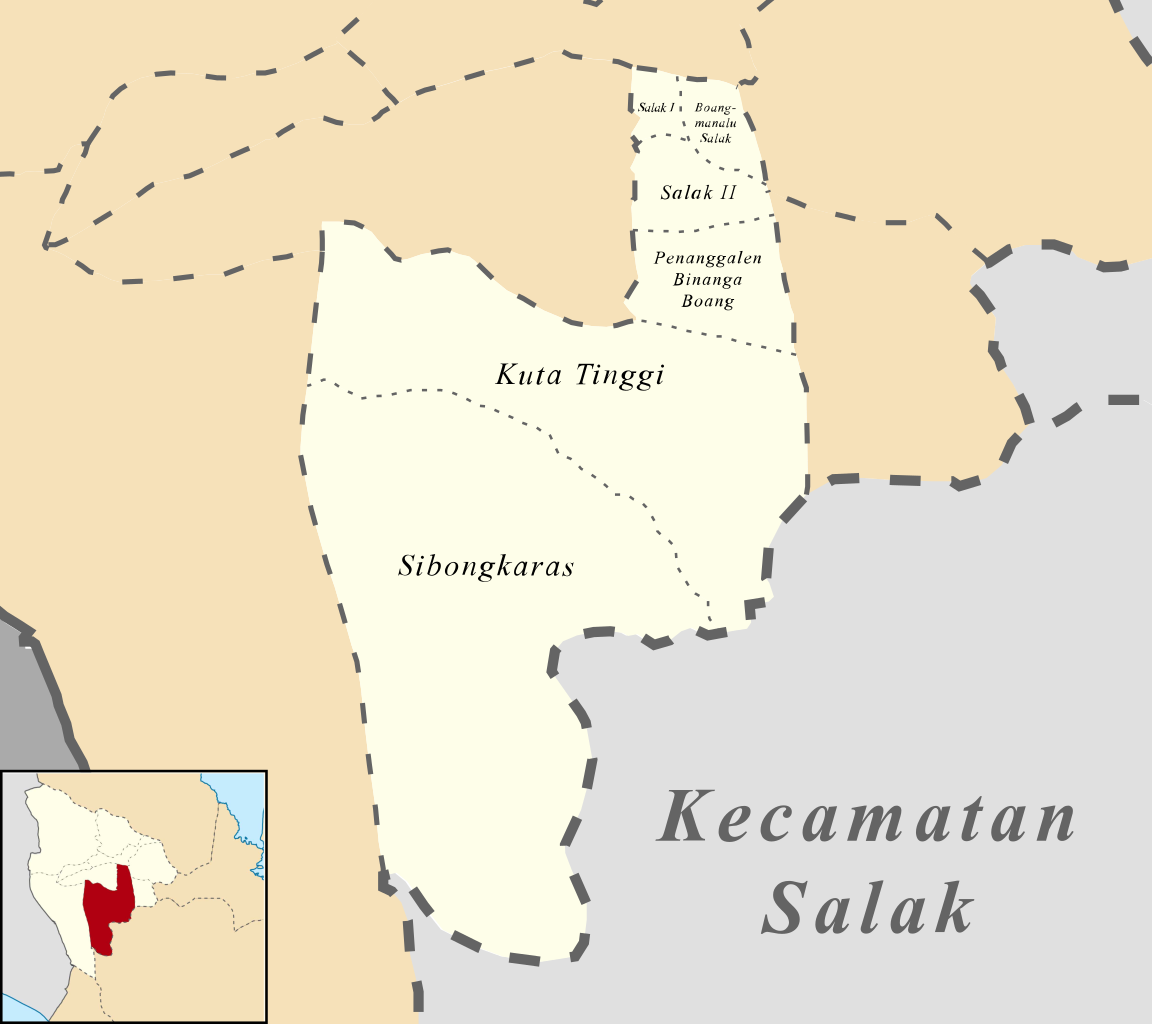
Gemeinden in Salak

Die Stadt Salak gliedert sich in sechs Gemeinden (Desa):
- Salak I
- Salak II
- Boangmanalu Salak
- Penanggalen Binanga Boang
- Kuta Tinggi
- Sibongkaras

## Bevölkerung
Der Anteil der protestantischen Christen in Salak beträgt 73,16 %, während Muslime mit 19,83 % und Katholiken mit 7,01 % vertreten sind.